# Jon Matsumoto
Jonathan „Jon“ Matsumoto (* 13. Oktober 1986 in Ottawa, Ontario) ist ein deutsch-kanadischer Eishockeyspieler, der seit Juni 2023 bei den Krefeld Pinguinen aus der DEL2 unter Vertrag steht und dort auf der Position des Centers spielt. Zuvor war Matsumoto unter anderem für die Schwenninger Wild Wings, Augsburger Panther, den EHC Red Bull München, mit dem er zweimal Deutscher Meister wurde, Iserlohn Roosters und Kölner Haie in der Deutschen Eishockey Liga (DEL) aktiv. Darüber hinaus absolvierte er über 420 Partien in der American Hockey League (AHL) und stand in 14 Begegnungen für die Carolina Hurricanes und Florida Panthers in der National Hockey League (NHL) auf dem Eis.

## Karriere

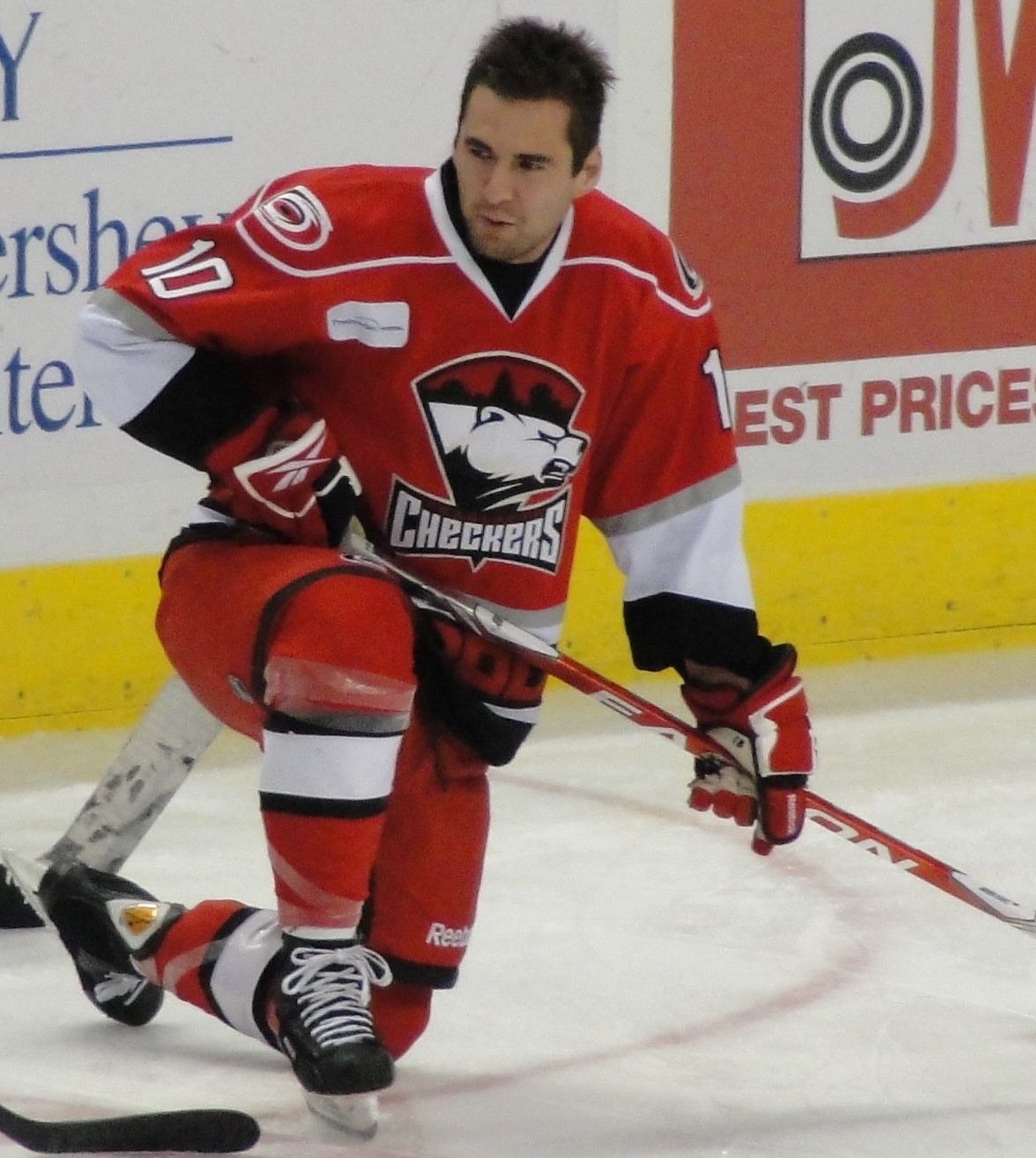
Matsumoto im Trikot der Charlotte Checkers (2010)

Matsumoto begann seine Karriere in der Saison 2002/03 bei den Cumberland Grads in der Juniorenliga Central Canada Hockey League, wo er insgesamt zwei Spielzeiten verbrachte. Zwischen 2004 und 2007 stand er für die Universitätsmannschaft der Bowling Green State University in der Central Collegiate Hockey Association (CCHA), die in den Spielbetrieb der National Collegiate Athletic Association (NCAA) eingegliedert ist, auf dem Eis. Im März 2007 wurde Matsumoto von den Philadelphia Flyers aus der National Hockey League (NHL), die sich zuvor im Rahmen des NHL Entry Draft 2006 die Transferrechte am Kanadier gesichert hatten, unter Vertrag genommen. Die nächsten zweieinhalb Jahre verbrachte der Angreifer jedoch ausschließlich beim Farmteam Philadelphia Phantoms bzw. der Nachfolgeorganisation Adirondack Phantoms in der American Hockey League (AHL). Trotz guter Offensivleistungen blieb ihm ein Einsatz für die Flyers in der NHL verwehrt, sodass Matsumoto im Juni 2010 innerhalb der Liga zu den Carolina Hurricanes transferiert wurde, bei denen er im November 2010 sein Debüt in der höchsten Spielklasse Nordamerikas gab. Wenige Tage später gelangen ihm im Spiel gegen die New York Islanders mit zwei Treffern seine ersten Torerfolge, dennoch verbrachte er den Großteil der verbleibenden Spielzeit 2010/2011 erneut beim Farmteam Charlotte Checkers in der AHL.
Im Januar 2012 wurde Matsumoto zusammen im Austausch gegen Jewgeni Dadonow und A. J. Jenks zu den Florida Panthers transferiert, wo er jedoch mit Ausnahme einer NHL-Partie ausschließlich beim Farmteam San Antonio Rampage in der AHL eingesetzt wurde. Im Juli 2012 unterschrieb der Linksschütze einen Vertrag bei den San Jose Sharks, spielte jedoch aufgrund des Lockout in der NHL-Saison 2012/13 bei deren Farmteam Worcester Sharks in der AHL und absolvierte im April 2013 auch leihweise einige Partien bei den Chicago Wolves. Zur Spielzeit 2013/14 kehrte Matsumoto zu den Florida Panthers zurück, kam jedoch abermals nicht über Einsätze bei den San Antonio Rampage in der AHL hinaus.
Im Sommer 2014 entschied sich der Kanadier für einen Wechsel nach Europa und schloss sich den Schwenninger Wild Wings aus der Deutschen Eishockey Liga (DEL) an, ehe er zur Saison 2015/16 innerhalb der Liga zu den Augsburger Panthern wechselte. Er absolvierte 52 DEL-Partien für Augsburg und verbuchte dabei 20 Tore und 29 Vorlagen. Nach der Saison mit den Panthern zog es Matsumoto zum EHC Red Bull München. Er unterschrieb im Mai 2016, nachdem die Münchener kurz zuvor den Meistertitel gewonnen hatten. Im April 2017 konnten die Münchner ihren Titel aus dem Jahr 2016 erfolgreich verteidigen und Matsumoto wurde erstmals Deutscher Meister, was er ein Jahr darauf mit der Mannschaft wiederholen konnte. Zudem wurde er zum wertvollsten Spieler der Playoffs 2018 gewählt und stellte in der Finalserie gegen die Eisbären Berlin mit zwölf Scorerpunkten – darunter sechs Tore – einen neuen DEL-Rekord auf.
Trotz dieser Erfolge wurde sein Vertrag in München nicht verlängert und Matsumoto unterschrieb einen Vertrag bei den Iserlohn Roosters. In Iserlohn führte er lange die Scorerliste der DEL an, wurde schließlich mit 56 Punkten zweitbester Scorer der Hauptrunde der Saison 2018/19, erreichte mit seiner Mannschaft allerdings nur den vorletzten Platz und spielte keine Playoffs. Für die folgende Spielzeit 2019/20 wechselte er zum Ligarivalen Kölner Haie. Bei den Haien punktete er nicht wie erhofft, war mit seinen 29 Punkten aber zweitbester Spieler seines Teams, das die Hauptrunde auf dem elften Platz beendete. Auch die darauf folgende Saison verlief enttäuschend, da seine Mannschaft lediglich den sechsten Rang in der DEL-Gruppe Nord erreichte und Matsumoto damit zum dritten Mal in Folge keine Playoffs in der DEL spielen konnte. Er selbst steuerte in 37 Spielen jedoch 38 Punkte bei und war damit erneut zweitbester Punktesammler in seinem Team. Nach der Hauptrunde der Spielzeit 2021/22 war der Deutsch-Kanadier mit 42 Punkten bester Punktesammler seines Teams und erreichte mit den Haien als Tabellenzehnter wieder die Playoffs, wo diese jedoch im Viertelfinale mit nach Spielen mit 0:3 gegen die Eisbären Berlin ausschieden. Kurz nach dem Beginn der Saison 2022/23, die seine letzte im Trikot der Haie war, erhielt der Kanadier die deutsche Staatsbürgerschaft.
Im Sommer 2023 verließ der Deutsch-Kanadier nach insgesamt neun Spielzeiten die DEL und wechselte innerhalb des Rheinlands zu den Krefeld Pinguinen in die DEL2.

## Erfolge und Auszeichnungen
| - 2004 CJHL Rookie of the Year - 2010 Teilnahme am AHL All-Star Classic - 2017 Deutscher Meister mit dem EHC Red Bull München | - 2018 Deutscher Meister mit dem EHC Red Bull München - 2018 Wertvollster Spieler der DEL-Playoffs |

## Karrierestatistik

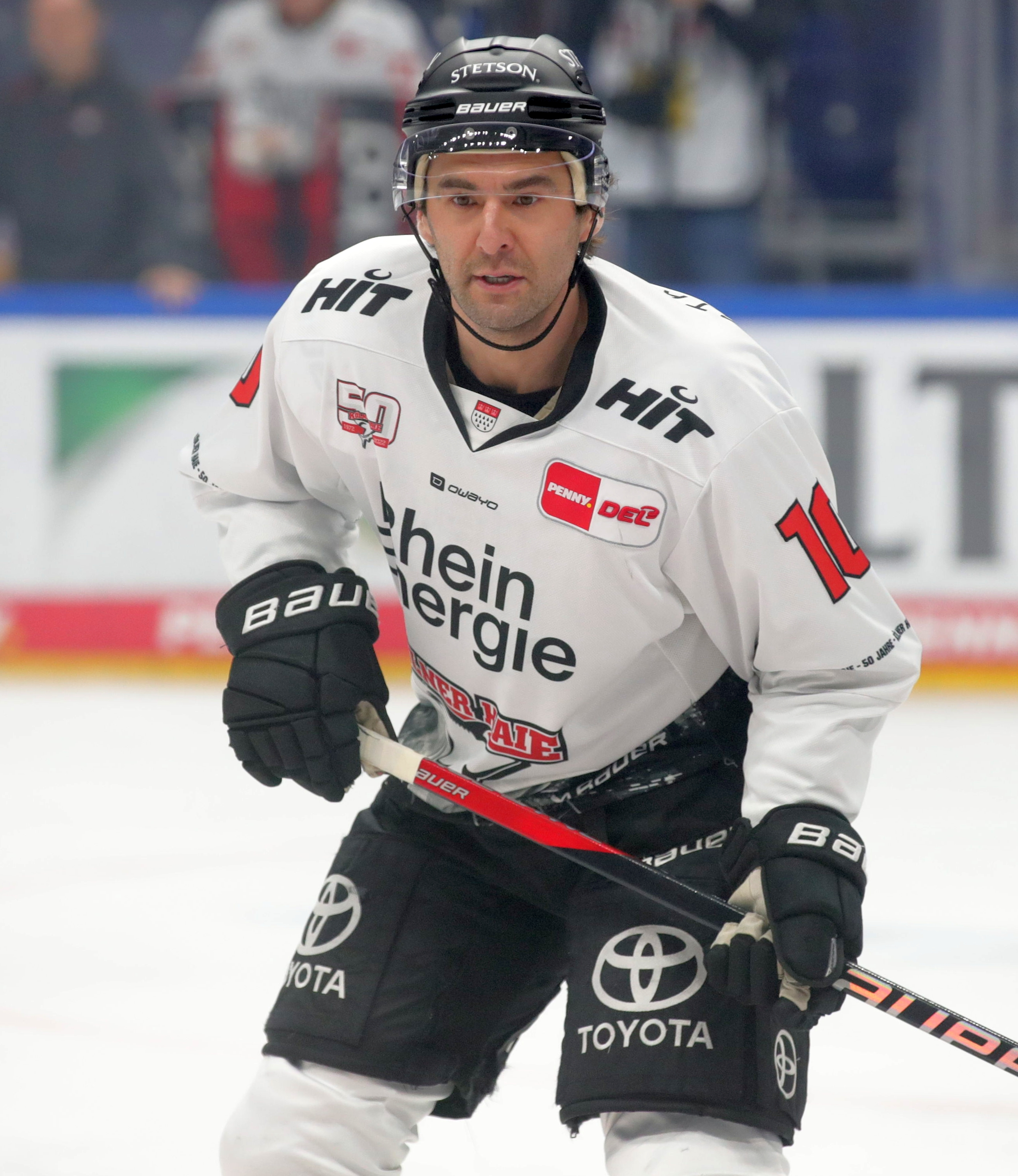
Matsumoto als Spieler der Kölner Haie (2023)

Stand: Ende der Saison 2024/25
(Legende zur Spielerstatistik: Sp oder GP = absolvierte Spiele; T oder G = erzielte Tore; V oder A = erzielte Assists; Pkt oder Pts = erzielte Scorerpunkte; SM oder PIM = erhaltene Strafminuten; +/− = Plus/Minus-Bilanz; PP = erzielte Überzahltore; SH = erzielte Unterzahltore; GW = erzielte Siegtore; 1 Play-downs/Relegation; Kursiv: Statistik nicht vollständig)